# エミール・クストリッツァ&ノー・スモーキング・オーケストラ
エミール・クストリッツァ&ノー・スモーキング・オーケストラ（Emir Kusturica & The No Smoking Orchestra）は、ユーゴスラビア（現ボスニア・ヘルツェゴビナ）のサラエヴォで結成された音楽バンド。バルカン半島の伝統音楽を下敷きに、ロックやジャズ・スカなど多様なジャンルを混合させた独特の音楽性を持つ。

## 来歴
原型となったバンドは、1980年に現リーダーのネレ・カライリチを中心として結成された。
デビュー直後に新鋭のパンク･バンドとして国内でブレイクを果たすも、当時のチトー政権を批判したとして活動休止状態に追い込まれる。
86年には新鋭の映画監督として注目を集めていた友人のエミール・クストリッツァがギタリストとして帯同するようになり再び脚光を帯びるも、新作映画の撮影開始に伴うクストリッツァの脱退や、92年ボスニア紛争による治安の悪化・メンバー同士の政治的対立などで、今度は事実上の解散となる。
内戦が終わった97年頃に、再び活動を再開。98年にクストリッツァの映画『黒猫・白猫』の音楽を担当し、音楽性がパンク・サウンドから、ブラス楽器を取り入れた現在のミクスチャー・サウンドへと変化。以後クストリッツァ作品の音楽を殆ど担当し、国内だけでなく海外からの評価も受けるようになる。
2000年から今のバンド名を名乗るようになる。2008年にはワールドツアーを敢行。日本にも初めて訪れる。
ちなみにドラムを担当しているストリボル・クストリッツァは、エミール・クストリッツァの実子である。

## メンバー
- ドクトル・ネレ・カライリチ　Dr Nele Karajlić　（ヴォーカル）
- デヤン・スパラヴァロ　Dejan Sparavalo　（ヴァイオリン）
- エミール・クストリッツァ　Emir Kusturica　（リズムギター）
- ストリボル・クストリッツァ　Stribor Kusturica　（ドラム）
- イヴィツァ・マクシモヴィッチ　Ivica Maksimović　（リードギター）
- グラヴァ・マルコヴスキ　Glava Markovsky　（ベース）
- ヘル・ドラーレ・ドラウゲンターレ　Her Drale Draugentaller　（キーボード）
- ゴラン・ポポヴィッチ　Goran Popovic　（チューバ）
- ネーショ・ペトロヴィッチ　Nesho Petrovic　（サックス）
- ゾキ・ミロシェヴィッチ　Zoki Miloshević　（アコーディオン）
- チェーダ・マルヤノヴィッチ　Cheda Marjanović　（パーカッション）

## ディスコグラフィー
- Black Cat White Cat (1998)

映画『黒猫・白猫』のサウンドトラック
- Unza Unza Time (2000)
- Life Is A Miracle (2004)

映画『ライフ・イズ・ミラクル』のサウンドトラック
- Live Is A Miracle In Buenos Aires (2005)

ブエノス・アイレスで行われたライブを収録
- Time Of The Gypsies (2007)

クストリッツァの映画をオペラとしてセルフリメイクした「ジプシーのとき」のサウンドトラック

## 映画
- ＳＵＰＥＲ８ （原題：ＳＵＰＥＲ　８　ＳＴＯＲＩＥＳ） 2001年のドキュメンタリー映画

：監督：エミール・クストリッツァ